# 邱爱婷
邱爱婷是马来西亚雪兰莪州的律师。邱爱婷目前就任马华公会马青副总秘书兼中委，马青雪兰莪州副秘书，梳邦马青区团团长兼前进支会主席。她同时也是非政府组织Next Gen Link创办人和主席。

## 背景
邱爱婷出生于马来西亚槟城。她为了展开事业而搬到巴生谷，现在位居于梳邦再也。她在槟华女子国民型华文中学完成中学教育，并在马来西亚国立大学修读并完成法律系学士。

## 政治生涯
邱爱婷因兴趣而加入马华公会。曾担任马青团梳邦区团宣传主任，但被以不明原因停职。目前就任马华公会梳邦马青区团团长兼前进支会主席。

## 媒体报道
邱爱婷作为马来西亚政治圈的政治新星，不时对马来西亚政治以及实时课题提出其看法。同时她也努力地为梳邦再也社区居民所提出的投诉给予解决方案。

### 与依山加里尔举办政治研讨会
研讨会除了主讲者巫统最高理事会依山加里尔（Isham Jalil）和马华梳邦前进支会副主席邱爱婷律师出席之外，也获得马华雪州州联委会主席拿督黄祚信以及巫统梳邦区会主席拿督阿尔曼上议员拨冗出席。在此次研讨会上，依山加里尔也就砂拉越政党的立场发表其意见。
在该研讨会上，邱爱婷律师当被问及马华委派什么样的候选人竞选首邦市州议席时，邱律师表示，马华应该在遴选候选人之前对其他政党的候选人进行背景调查，而且她还认为候选人的道德素质等其他因素也很重要。

### 成功拯救被贩卖到缅甸的马来西亚公民
2022年6月26日的，邱爱婷律师收到4名以欺诈为目的被贩运到缅甸的马来西亚公民的求助，并协助这些受害者。2022年6月25日，遇难者成功获救并安全抵达马来西亚。
在2022年5月1日，邱爱婷律师在自己的专页收到林女士的求救讯息后，到USJ 8警局报警以协助这些被贩卖的马来西亚国民回国。
而在这些获救的4名受害者都是年龄介于28至42岁，而且都是通过社交媒体宣传而跌入此次的工作诈骗陷阱。在邱爱婷律师的努力并在缅甸执法单位的配合下，这些受害者在6月24日安全抵马。
之後邱爱婷律师也就马来西亚日益严重的马来西亚公民被诱骗到国外进行诈骗工作的课题在Ai FM进行专题访问。

### 银行存款盗提事件
邱爱婷在报章上提出对近期银行定期户口金钱无故不翼而飞事件日越严重表示关注，因此促请政府、马来西亚国家银行及相关单位高度关注此课题。他也指虽然有很多受害者皆根据程序向银行方面作出投诉及向警方报案，但最终无法判断是银行系统的问题或受害者的手机被入侵，结果受害者无法追回被盗的钱。
她在媒体也表示说，银行存款国家银行、警隊及其他相关单位应积极应对，全面展开彻查，而不是任由问题没完没了地继续发生，导致大家对我国银行体制失去信心。

### 老翁盼获得马来西亚公民权
2022年4月10日， 邱爱婷以及时任马青梳邦区团公共服务及投诉局主任王声中接获一名李女士的求助，指其76岁父亲因出生证明在他儿时于火灾中烧毁，以致至今任然持红登记，并盼望有朝一日能够获得蓝登记，一圆出国旅行梦。
邱爱婷在了解情况后表示根据马来西亚联邦宪法第19条（1）条入籍公民权第一款，任何已满21岁的非公民向联邦政府提出入籍申请是，只要符合条例，政府则可向其发入籍证书。
而对于此事件他俩发现李先生完全符合资格，而且李先生的兄弟姐妹都有蓝登记，因此都承诺会向内政部预约事件協助處理。

### 马来西亚国会通过雇佣法修正案
2022年3月25日，邱爱婷对国会通过雇佣修正案提出了其看法并表示，这项雇佣修正案把女性有薪产假从现有90天增至98天，男性则享有7天的有薪陪产假，但这不适合用在每个企业，并促请政府重新审视第44条文。此外邱爱婷表示修正案第一附表（First Schedule），雇员的定义之一是，与雇主签订服務合同的人，而根据该合同，工资每月不超过2000令吉。所以如果薪金超过2000令吉，就不能享有这些福利。而这个2000令吉的设限在原本的雇佣法令第44A条文是没有的。

### 反跳槽法和罢免法
2022年3月23日，邱爱婷律师在东方日报表示国会应该在本季国会下议院会议结束前，提呈反跳槽法或罢免法，以恢复人民对国家民主制度的信心。

### 梳邦再也USJ 1 水灾后工业区清理缓慢事件
2022年3月22日，邱爱婷在收到来自USJ 1工业区的商家投诉后，前往查看情况。 在巡视时当地商家潘先生表示在去年12月18日雪州发生大水灾时，令其公司损失约150万令吉。而在2022年3月份的连绵大雨，导致水灾再次来袭，令潘先生再次损失约30万令吉。邱爱婷在报道中提及，如果情况继续恶劣下去，建立防洪池便是解决此问题的方案之一。邱律师表示，她将会协助当地的商家反映他们的担忧给有关当局，她也希望有关单位可以尽早协助当地的商家解决该问题。 

### 咖啡店及餐厅需要申请酒牌才能售酒事件
在2021年12月7日，邱爱婷作为时任马青梳邦区团宣传局主任指出咖啡店及餐厅需申请酒牌才能售酒的新规定，妨害非穆斯林社会的自由，也形同间接限制非穆斯林售酒。

### Timah事件
2021年10月30日，针对获国际奖项的我国威士忌品牌Timah遭公正党议员在国会里指鹿为马，将商品政治化，把它扭曲为象征马来女性。邱爱婷认为Timah在任何马来文词典的解释，都指它的含义是指锡矿，从来都没有与任何马来女性扯上关系。

### 马青梳邦区团反对提呈355法令修正案
2021年9月19日，时任马青梳邦区团宣传局主任邱爱婷律师对提呈355法案表示伊斯兰党主席拿督斯里哈迪阿旺曾3次在国会下议院提呈355法案私人动议表示反对。并提及每一次马华对此类课题都站稳立场，坚决反对任何动摇马来西亚多元体制的政治意图。

## 封衔
- 森美蘭
  - Pingat Jasa Kebaktian, P.J.K.
- Asian Legal Business Malaysia Rising Stars 2022[27]